# Ceremonia de apertura de los Juegos Parapanamericanos de 2019
La Ceremonia de Apertura de los Juegos Parapanamericanos de 2019 tuvo lugar el viernes 23 de agosto de 2019, en el Estadio Nacional del Perú en Lima, Perú. La producción de la ceremonia de los Juegos estuvo a cargo de la empresa italiana Balich Worldwide Shows. Con este evento finalizó el recorrido de la antorcha de los Juegos Parapanamericanos de 2019, con el encendido del pebetero en la ceremonia de inauguración en el Estadio Nacional.

## Convocatoria
El Comité Organizador de los Juegos Lima 2019 lanzó a fines de marzo una convocatoria denominada "Talento Artístico", para reclutar al cuerpo de voluntarios de baile y figurantes de las 4 ceremonias de los Juegos Lima 2019. Para el 27 de abril de 2019 se habían inscrito a través de la página web oficial, más de 10 000 postulantes, cuyos únicos requisitos era:
- Ser aficionados al arte y la cultura.
- Ser mayores de 16 años cumplidos.
- Ser personas muy apasionadas.

Los talentos artísticos tienen perfiles y habilidades diversas, desde actores, acróbatas y bailarines hasta personas con habilidades específicas como parkour, zancos y cajoneros, todos comprometidos con el nivel de entusiasmo y energía que requerirá Lima 2019.

Se apunta ahora a seleccionar entre 2,500 a 3,000 artistas voluntarios que estarán en el Estadio Nacional , bailando como parte de las coreografías o apoyando en la producción del evento.
Los artistas participarán en las Ceremonias de Inauguración y/o Clausura de los Juegos Panamericanos y Parapanamericanos Lima 2019 directamente en el escenario. Las audiciones y convocatoria estuvieron a cargo de la misma Vania Masías, Directora de Coreografía de las Ceremonias, y representantes de Balich WorldWide Shows, empresa italiana líder en la industria de entretenimiento que ha realizado las Ceremonias Olímpicas de los Juegos Olímpicos de Torino 2006, Sochi 2014 y la de Río 2016.
Los voluntarios seleccionados fueron capacitados durante tres meses por Balich Worldwide Shows, y recibieron clases junto a 150 bailarines profesionales y 13 coreógrafos nacionales, liderados por Vania Masías como directora de coreografía. El Ballet Nacional y el Elenco Nacional de Folclore participaron, respectivamente en las ceremonias de inauguración y/o Clausura de los Juegos Panamericanos y Parapanamericanos Lima 2019. Fue una producción de nivel internacional, que marcó el inicio oficialmente de los Juegos Parapanamericanos Lima 2019.

## Ceremonia
Danzas, coreografías, acrobacias y la energética presentación de Bareto fueron algunos de los actos más destacados de la ceremonia de apertura de los Juegos Parapanamericanos Lima 2019, el viernes 23 de agosto, con la participación de 500 artistas, de ellos 55 con discapacidad, bailarines, acróbatas y músicos.
El diseño del escenario es dominado por un tótem, hecho de 3 obeliscos. El tótem cambia durante el show, actuando como un símbolo de transformación. Las líneas trazadas en el piso son una referencia a las líneas de un campo deportivo. Son interrumpidas por elementos gráficos inspirados en patrones de cerámicas y textiles prehispánicos. Las líneas discontinuas también insinúan el concepto de superar dificultades. Al estar sentados alrededor de los escenarios en el campo de juego, los atletas se convierten en protagonistas del show. Los obeliscos están inspirados en ejemplos prehispánicos como el
famoso Obelisco de Tello, de la cultura Chavín (1200 a.c. – 200 a.c.). El elemento redondo en la cima del tótem es el pebetero, inspirado en representaciones del Inti, el Sol.
El show de apertura de los Juegos Parapanamericanos 2019 inició a las 19.00 horas (hora peruana) con una cuenta regresiva de 10 a 0 – Los primeros números
son proyectados en las pantallas del estadio, mientras que los números del 5 al 1 son representados por una dinámica secuencia coreográfica, amplificada mediante el uso de elementos dorados con forma de cuchillo ceremonial o tumi, seguido de fuegos artificiales. 

Se da la bienvenida a Julio César Ávila Sarria, Presidente del Comité Paralímpico de las Américas y al Presidente de la República del Perú, Martín Vizcarra. La bandera peruana fue portada por los medallistas de oro de los Juegos Panamericanos Lima 2019, Daniela Rosa (surf) y Kevin Martínez (frontón); se iza la bandera peruana mientras el Himno Nacional es entonado.
El tótem en el escenario se abre y transforma en un árbol, como un símbolo poderoso de la biodiversidad del Perú y de la vida en general. Bailarines vestidos con vestuarios inspirados en flores de todo el país danzan alrededor del árbol. Este ambiente exuberante es el escenario para la entrada del desfile de paratletas. Para las 19:12 horas (hora peruana) las delegaciones de los 30 países entran del lado norte del estadio y encuentran sus asientos en el campo de juego, estas delegaciones entran con las pancartas chichas diseñadas especialmente para las ceremonias Panamericas y Parapanamericanas por el Artista Elliot Tupac. Los colores fluorescentes de los pósteres y grafitis chicha son una muestra prominente de las calles de Lima. 

Para las 19:48 horas, ingresa la delegación de Perú con 139 paratletas entre los aplausos de todo el país esta fue la delegación nacional más grande de su historia en los Juegos Parapanamericanos, siendo la Para taekwondista Angélica Espinoza la abanderada de la delegación y una pequeña niña porto el cartel mientras regalaba besos y saludos durante el paso de la delegación de Perú por el Estadio Nacional.  Desde el estrado oficial, el presidente Martín Vizcarra y el presidente del Comité Organizador de los Juegos Lima 2019, Carlos Neuhaus, también alentaban de pie a la numerosa delegación.

### La Historia
Cuando los atletas tomaron sus asientos, la historia inicio. Grupos del elenco entran de diferentes direcciones. Ellos representan un pueblo inspirado en la época pre-Inca. Son miembros de una civilización peruana imaginaria que representa el pasado del país. Entre ellos también hay un grupo de niños. Personajes dorados emergen del tótem, representando el espíritu de este; para presentar una coreografía “mano a mano” que representa la simbiosis en la que la vida está basada, y la interconexión entre los seres humanos, por ello esta primera parte es denominada "La Simbiosis". Los protagonistas de esta historia fueron dos niños Jheremy Alejos Pérez y Piero Guidiche Montes y se mueven alrededor de los artistas, fascinados, mientras el resto del elenco observa la escena. Al final de la coreografía, los acróbatas dorados desaparecen y los dos niños son dejados solos a los pies del tótem; el acto incluía a 60 adultos y ocho niños, 11 de los adultos y 3 de los niños son voluntarios con discapacidad.
Inicia la escena del "El Laberinto", gradualmente aparece un laberinto. Los dos niños, quienes son los personajes principales de la historia, caminan a través de él en una coreografía dinámica. La escena representa el principio de una amistad entre los dos personajes, mientras el laberinto simboliza la vida misma, con sus dificultades y obstáculos; los niños se ayudan mutuamente para superar los obstáculos y reforzar su amistad. Este fue uno de los momentos más conmovedores de la gala inaugural, por la gran lección de vida que mostraron en escena. 

Repentinamente, el laberinto se transforma en ríos de fuego y lava, en una escena que representa una catástrofe natural que amenaza la supervivencia de la humanidad es denominada "El Caos". Los dos protagonistas y el mismo tótem están en peligro. Mientras los niños son rescatados y separados, llevados en direcciones contrarias, el caos arremete con más fuerza. Una presentación acrobática representa el intento por salvar el tótem y su simbolismo. 36 acróbatas estaban en el escena, mientras realizaban una presentación acrobática.
Dos personajes dorados aparecen encima del tótem, estos representan el espíritu del tótem. Un acto ceremonial activa una línea de luz, la cual cae desde la cima hasta la base del tótem, atravesando la superficie del suelo. La luz crea una galaxia que, lentamente se transforma en las líneas de Nazca. A este acto escénico es denominado la "La Esperanza", donde después de la tormenta llega la calma y la esperanza. 

Una coreografía futurista y vanguardista crea un horizonte luminoso. Convirtiendo a los espectadores, testigos del inicio de una nueva era. Mientras que los bailarines crean un horizonte futurista utilizando líneas de luz que atravesaron la superficie del suelo en el escenario y alrededor de los paratletas asistentes, asimismo los artistas participaron en una coreografía que representa los juegos y la competición.. Esta coreografía futurista es denominada "El Horizonte".
Para las 20:22 horas (hora peruana) las líneas de Nazca se transforman en los números de un cronómetro. Gradualmente los participantes terminan sus
competiciones hasta que solo quedan dos finalistas. Los dos protagonistas, que ahora son adultos, se encuentran en la base del tótem y se reconocen como aquellos niños que fueron separados tanto tiempo atrás. Ellos ahora tienen que enfrentar la última competición: escalan la cima del tótem a una altura de 9 metros mientras son alentados por el elenco y los atletas. Los dos protagonistas alcanzan la cima al mismo tiempo y se abrazan, mientras reciben el aplauso del público asistente y el lanzamiento de fuegos artificiales. Los protagonistas de la historia (ahora adultos) fueron interpretados por Marco Antonio Morán y José Jesús Díaz Quispe a toda esta escena es llamada como "La Victoria"', culminando así la historia.

### Espíritu en Movimiento
Culminada la historia se da la bienvenida al Presidente del Comité Organizador de los Juegos Parapanamericanos Lima 2019, Carlos Neuhaus y al Presidente del Comité Paralímpico de las Américas, Julio César Ávila Sarria. A las 20:27 horas empieza Carlos Neuhaus con el discurso:

"Nuevamente Buenas Noches Lima, Buenas Noches Perú, Buenas Noches a todos los pueblos de América, Buenas Noches queridos paradeportistas; Bienvenidos a los Juegos Parapanamericanos Lima 2019, bienvenidos al mas reciente episodio de la nueva era dorada del deporte peruano. En primer lugar quisiera agradecer al Presidente del Comité Paralímpico Internacional, señor Andrew Parsons y al Presidente del Comité Paralímpico de las Américas, señor Julio César Ávila; gracias por compartir este momento y sobre todo su pasión por promover el paradeporte en el mundo, por primera vez los peruanos tenemos el conocimiento y las instalaciones necesarias para darles a los paratletas unos juegos parapanamericanos de primer nivel y para apoyar a los paradeportistas del mañana, quiero agradecer a nuestras autoridades, a todos los peruanos pasando por ustedes aquí presentes y a los que nos están viendo y escuchando desde donde se encuentren especialmente agradezco al equipo de Lima 2019, gracias por apoyarnos y sumarse a esta gran iniciativa. Los Juegos Parapanamericanos Lima 2019 son esenciales para que temas importantes como la inclusión y el derecho a la accesibilidad ocupen el primer lugar en nuestra agenda nacional y por supuesto quiero ofrecer un agradecimiento especial a nuestros extraordinarios voluntarios por su gran trabajo, sus caras sonrientes, amigables y muy comprometidos con los Juegos Parapanamericanos, esto no seria posible sin ustedes. Esta es la competencia paradeportivas mas grande que se haya realizado el Perú estamos a punto de presencias una versión totalmente nueva del deporte, permitanme darle una calurosa bienvenida a los paratletas de las Américas, ellos encarnan los valores del movimiento paralímpico determinación, igualdad, inspiración y coraje ellos buscan y encuentran oportunidades, soluciones, nuevos desafíos; pero nunca excusas, son unos héroes por partida doble, no solo han superado los inconvenientes que la vida les impuso sino que tienen el gran honor de representar a su país. Ellos se esfuerzan constantemente para que se les defina por los que pueden hacer y hacen y por lo que logran, pero sobre todo estos atletas son deportistas extraordinarios y mejores personas, son el orgullo de las Américas y estan listos para darnos sus espectáculos increíbles. Gracias queridos deportistas

A todos los peruanos les digo, sus atletas los necesitan de nuevo apoyen con su presencia, no los van defraudar en los Juegos Panamericanos nuestro país gano mas medallas de oro, que en todas las ediciones juntas. Su apoyo los hizo mas rápidos, mas fuertes y mejores por sobre todo nos lleno de orgullo, con su respaldo se que nuestros 139 atletas así como los paratletas de las otras 32 naciones del continente dejaran la valla alta otra vez. Damas y caballeros jugamos todo, no solo es una frase es una filosofía en nuestra visión de un Perú mas sano, mas feliz y mas integrado pero para lograrlo todos debemos tener la misma oportunidad, todos debemos participar y todos debemos beneficiarnos; asi que damas y caballeros en Lima 2019 todos seguimos jugando. Muchas Gracias."
Carlos Neuhaus, Presidente del Comité Organizador de los Juegos Lima 2019; en la Ceremonia de Apertura de los Juegos Parapanamericanos Lima 2019

A las 20:33 horas Julio César Ávila se dirigió a todo el público y dio la bienvenida a los Juegos Parapanamericanos:

"Buenas Noches a todos, bienvenidos a la Lima para los Juegos Parapanamericanos mas grandes de la historia, durante los próximos 9 días se asombraran, se divertirán y se emocionaran verán lo extraordinario convertirse cotidiano, lo imposible convertirse en posible; en una ciudad entera inspirarse por el talento y coraje de los mejores atletas de América. Lima 2019 ha estado trabajando duramente para construir unas sedes accesibles que serán la columna vertebral de los juegos y para que todos nos sintamos a gusto durante nuestra visita a la Ciudad de los Reyes. Viva Lima, Viva Perú.

Los Juegos Parapanamericanos presentan asimismo una oportunidad única para que los peruanos puedan ver de primera mano lo que los paratletas pueden hacer no son solo atletas de alta competencia sino también poderosos agente de cambio en el mundo. Este es un evento para toda la familia, un evento donde todos pasaran un buen rato y los transformara como seres humanos, nadie vuelve a ver la vida ni el deporte de la misma manera después de presenciar un evento de este tipo y de esta magnitud, con Tokio 2020 a l a vuelta de la esquina los competidores encontraran en Lima la motivación suficiente para dar lo mejor de si con miras a los próximos Juegos Paralímpicos, mas de 100 de ustedes atletas tendrán esa oportunidad gracias a la magnifica labor de la Fundación Agitos para cerrar quiero agradecer al comité organizador liderado por su presidente Carlos Neuhaus juntos con sus socios han realizado un trabajo estupendo organizando estos juegos y haciéndonos sentir a todos como en casa, gracias al gobierno nacional al Presidente del Perú Martín Vizcarra al Alcalde de Lima Jorge Muñoz y a cada peruano y peruana por ser tan generosos anfitriones, gracias a los equipos de la PC y del PC. gracias a Panam Sports y a su presidente Neven Ilic, a todos los oficiales técnicos, entrenadores y por supuesto a todos los atletas, un muy especial agradecimiento también para todos y cada unos de los fantásticos voluntarios, sin su invaluable ayuda Lima 2019 no hubiera sido posible, quiero también dedicarle unas palabras a José Luis Campo un enorme cursos del movimiento paralímpico durante muchos años, quien trabajo duramente para que Lima 2019 sea el éxito que todos estamos confiados que sera. Finalmente les deseo a todos la mejor suerte, diviértanse, jueguen limpio y usen esta oportunidad para desarrollar su máximo potencial y convertirse en los mejores atletas que puedan, tengo ahora el honor de invitar a Martín Vizcarra, Presidente del Perú a declarar oficialmente abierto los Juegos Parapanamericanos Lima 2019. Gracias Lima, Gracias Perú, Obrigado, Thank you"
Julio César Ávila, Presidente del Comité Paralímpico de las Américas; en la Ceremonia de Apertura de los Juegos Parapanamericanos Lima 2019

A las 20:40 horas el presidente del Perú, Martín Vizcarra toma la palabra en el Estadio Nacional.

"Con la misma emoción y entusiasmo, con que apreciamos y jugamos todos lo recientes Juegos Panamericanos Lima 2019 les damos la mas cordial bienvenida al Perú y a este gran certamen deportivo que permitirá que nuestros paratletas demuestren los mejor de su talento, destreza y pundonor y a los pueblos de América reafirmar la amistad, el respeto y la igualdad es por eso que siguiendo la tradición. Hoy 23 de agosto, declaro formalmente inaugurados los sextos Juegos Parapanamericanos Lima 2019"
Martín Vizcarra Cornejo, Presidente del Perú; en la Ceremonia de Inauguración de los Juegos Panamericanos Lima 2019

Culminadas las palabras del Presidente del Perú y del lanzamiento de fuegos artificiales, es recibida la bandera del Comité Paralímpico de las Américas portada por los paratletas Efraín Sotacuro, Alicia Flores Estrada (para Natación), Israel Hilario (Para ciclismo), Juana Hurtado (Para Natación), la primera medallista peruana, medalla de plata Juegos Parapanamericanos de la Juventud Sao Paulo 2017 María Trujillo (Para Natación), Óscar Neyra (Para Natación), Yeni Vargas (Para Atletismo), Augusto Vásquez (Para Natación). 

A las 20:47 horas se entona el Himno Paralímpico mientras se izaba la bandera del Comité Paralímpico de las Américas, después empezó el juramento parapanamericano en el escenario protocolar; el juramento parapanamericano en nombre de todos los atletas lo tomo Javier Soto, en nombre de todos los jueces lo tomo Sorei Nuñez, Miguel Calmet toma el Juramento Parapanamericano por todos los entrenadores.

### La Llama Parapanamericana
Terminados los juramentos se reprodujo un vídeo del relevo de la antorcha parapanamericana y entra en escena la llama de los Juegos Parapanamericanos portada por el iqueño Pompilio Falconí, Falconi le entrega la antorcha a Teresa Chiappo, paraatleta peruana; la llama es cargada hacia dentro
del campo de juego quien le entrega antorcha parapanamericana al paraatleta peruano José Gonzales Mugaburu. El paraatleta José Gonzales Mugaburu abre con la antorcha parapanamericana un puente de fuego haciendo entrega a Jimmy Eulert quien con la antorcha se dirige a encender el pebetero. 
 El tótem se transforma en un quipu enorme hecho de 8 cuerdas que miden aproximadamente 11 metros cada una, en el que acróbatas dorados actúan durante el relevo de la antorcha y en su cima su ubica el pebetero en forma de Inti, el Sol. Jimmy Eulert llega al tótem y pasa el fuego parapanamericano a los acróbatas dorados quienes crean una cadena humana pasándose uno a uno la antorcha, llegando así a la cima y encendiéndose el pebetero, se despliegan fuegos artificiales para celebrar el momento seguido de los aplausos del público asistente. Iniciándose así los Juegos Parapanamericanos, con ello ingresan todos los artistas y acróbatas de la ceremonia, incluyendo a los dos niños de la historia y Milco, la mascota de los Juegos Lima 2019.

### Concierto de Bareto
Luego se anuncia la presentación de Bareto a las 21:07 horas (hora peruana), la ceremonia termina con el concierto de la banda peruana Bareto, La Set List de la presentación de Bareto fue la siguiente: "Quiero amanecer","Se ha muerto mi abuelo", "No juegues con el diablo" y "Cariñito", esta versión de la cumbia acompañó la entrada del equipo peruano durante la Ceremonia de Inauguración de los Juegos Panamericanos el 26 de julio. La canción también sonó en todas las sedes deportivas para animar al público y de manera similar, en todos los ensayos de los voluntarios; se ha convertido prácticamente en el himno no oficial de Lima 2019. El conjunto peruano cantó sus temas más conocidos e hizo bailar a todos los presentes al igual que a los paradeportistas que bailaron en el centro del Estadio Nacional. 

A las 21:23 horas, Bareto se despide del público y el espectáculo de fuegos artificiales iluminaron una vez más el Estadio Nacional.